# Hostie (Slowakei)
Hostie (ungarisch Keresztúr) ist eine Gemeinde im Westen der Slowakei mit 1186 Einwohnern (Stand 31. Dezember 2024), die zum Kreis Okres Zlaté Moravce, einem Teil des Nitriansky kraj, gehört und in der traditionellen Landschaft Tekov liegt.

## Geographie
Die Gemeinde befindet sich in den nordöstlichen Ausläufern des Hügellands Žitavská pahorkatina (Teil des Donauhügellands) am Hang des Tribetzgebirges im Norden sowie des Gebirges Pohronský Inovec im Osten. Hostie wird vom Bach Hostiansky potok durchflossen, der hinter Zlaté Moravce in die Žitava mündet. Das Ortszentrum liegt auf einer Höhe von 248 m n.m. und ist neun Kilometer von Zlaté Moravce entfernt.
Nachbargemeinden sind Skýcov im Norden, Jedľové Kostoľany im Nordosten, Obyce im Südosten, Machulince im Süden und Topoľčianky im Südwesten und Westen.

## Geschichte

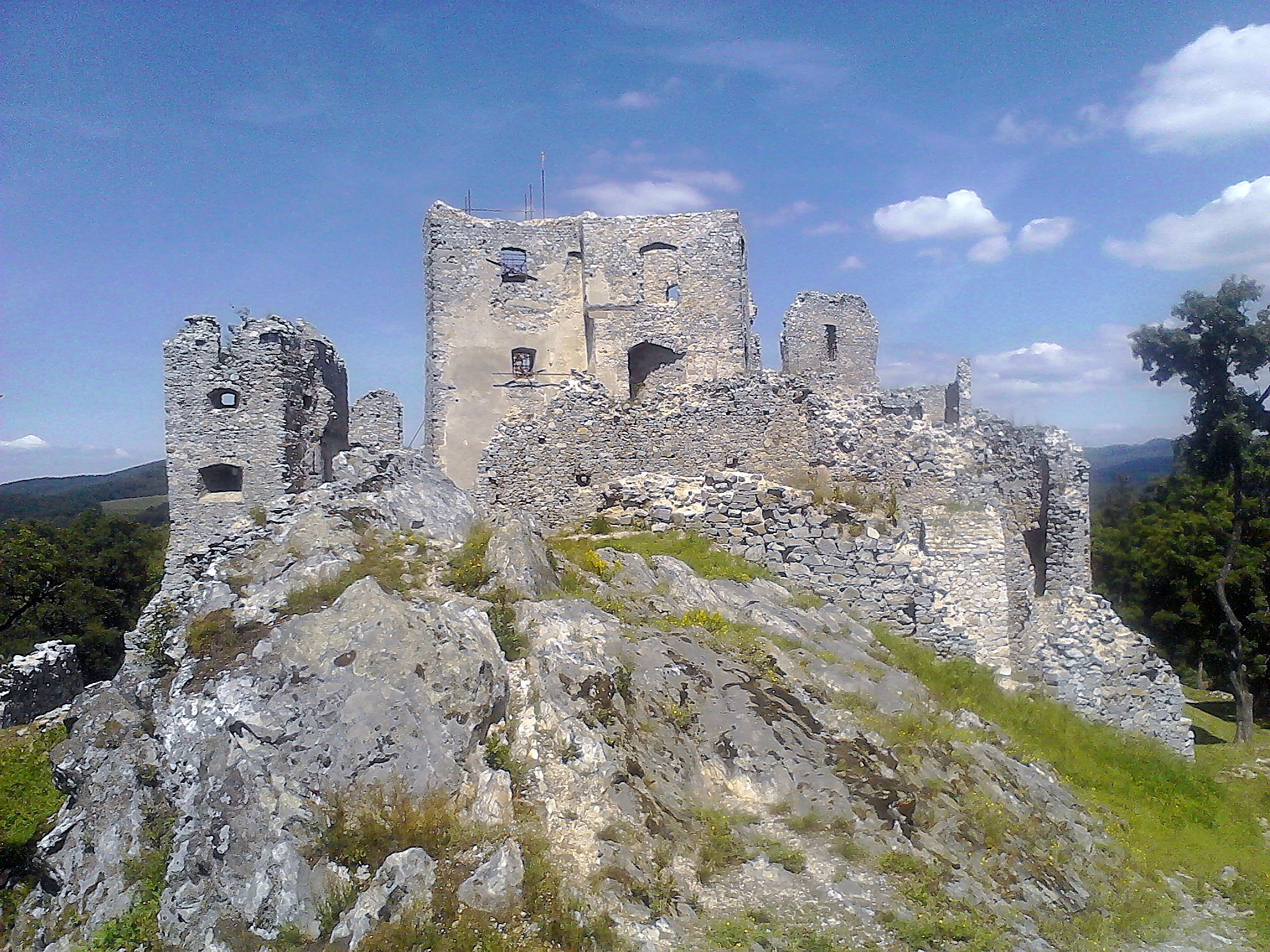
Ruine der Burg Hrušov

Der Ort wurde zum ersten Mal 1332 als Ecclesia Sancte Crusis schriftlich erwähnt; die Geschichte bis in die Neuzeit hin ist eng mit der Burg Hrušov verbunden. Die Ortschaft gehörte dem Oligarchen Matthäus Csák, danach den Kastellanen der Burg sowie dem Herrschaftsgut von Topoľčianky. 1424 wurde hier auf einem Handelsweg Maut erhoben. Während der Türkenkriege wurde die Ortschaft mehrmals in Mitleidenschaft gezogen und musste Tribut an das Osmanische Reich leisten. 1828 zählte man 104 Häuser und 715 Einwohner. Im 19. Jahrhundert arbeitete eine Säge im Dorf, die Einwohner stellten Schindel, Furniere und Parkettstäbe her.
Bis 1918 gehörte der im Komitat Bars liegende Ort zum Königreich Ungarn und kam danach zur Tschechoslowakei beziehungsweise heute Slowakei.

## Bevölkerung
| Jahr                | 1994 | 2004    | 2014    | 2024    |
| ------------------- | ---- | ------- | ------- | ------- |
| Anzahl der Personen | 1217 | 1222    | 1214    | 1186    |
| Unterschied         |      | +0,41 % | −0,65 % | −2,30 % |

| Jahr                | 2023 | 2024    |
| ------------------- | ---- | ------- |
| Anzahl der Personen | 1192 | 1186    |
| Unterschied         |      | −0,50 % |

Gemäß der Volkszählung 2011 wohnten in Hostie 1170 Einwohner, davon 1139 Slowaken, zehn Tschechen, drei Roma, und jeweils ein Magyare und Mährer; sechs Einwohner gehörten einer anderen Ethnie an. Zehn Einwohner machten diesbezüglich keine Angabe. 1063 Einwohner bekannten sich zur römisch-katholischen Kirche und jeweils ein Einwohner zur evangelischen Kirche A. B. sowie zur tschechoslowakisch-hussitischen Kirche; ein Einwohner bekannte sich zu einer anderen Konfession. 64 Einwohner waren konfessionslos und bei 40 Einwohnern wurde die Konfession nicht ermittelt.

## Bauwerke
- Ruinen der gotischen Burg Hrušov nördlich des Ortes
- römisch-katholische Kirche im spätbarocken Stil aus dem Jahr 1798